# Alexander von Vietinghoff genannt von Scheel
Alexander Georg Levin Freiherr von Vietinghoff genannt von Scheel (* 15. Juni 1800 in Königsberg; † 30. September 1880 in Köln) war ein preußischer Generalleutnant und Kommandeur der 2. Division.

## Leben

### Herkunft
Alexander war ein Sohn des kurländischen Gutsbesitzer Christoph Otto Engelbrecht von Vietinghoff genannt von Scheel (1758–1826) und dessen Ehefrau Friederike Amalie, geborene von Clausen († 1803). Der Generalleutnant Hermann von Vietinghoff (1829–1905) war sein Neffe.

### Militärkarriere
Vietinghoff trat am 6. April 1816 in das 13. Infanterie-Regiment der Preußischen Armee und avancierte bis Anfang August 1818 zum Sekondeleutnant. 1839/40 war er zum kombinierten Reserve-Bataillons kommandiert, wurde dann Kapitän und Kompaniechef und rückte im Mai 1847 zum Major im Regimentstab auf. Von Mitte Januar 1850 bis Ende Mai 1852 war Vietinghoff Kommandeur des II. Bataillons im 17. Landwehr-Regiment und anschließend Kommandeur des Füsilier-Bataillons im 16. Infanterie-Regiment.
Am 4. September 1852 erhielt Vietinghoff die Erlaubnis zur Führung des Freiherrentitels. Er wurde am 22. März 1853 Oberstleutnant und kam am 10. November 1855 unter Beförderung zum Oberst als Kommandeur in das 30. Infanterie-Regiment. Daran schloss sich am 8. Juli 1857 seine Ernennung zum Kommandeur der 7. Infanterie-Brigade an und in dieser Stellung wurde er am 22. November 1858 Generalmajor. Am 29. Januar 1863 folgte seine Ernennung zum Kommandeur der 2. Division und die Beförderung zum Generalleutnant. Unter Verleihung des Sterns zum Roten Adlerordens II. Klasse mit Eichenlaub erhielt Vietinghoff am 20. Juni 1864 seinen Abschied mit Pension. Er starb am 30. September 1880 in Köln.

### Familie
Vietinghoff verheiratete sich am 12. April 1832 mit Pauline Amalie von Rehbinder aus dem Hause Sudnicken (1800–1866). Das Paar hatte mehrere Kinder:
- Julius (1840–1888) ⚭ 1866 (Scheidung 1872) Luise Zwitsche (1846–1923)[1]
- Luise (1833–1865) ⚭ Albert von Trossel (1817–1875), preußischer Generalleutnant